# Ammonification
 (mai 2019).
Si vous disposez d'ouvrages ou d'articles de référence ou si vous connaissez des sites web de qualité traitant du thème abordé ici, merci de compléter l'article en donnant les références utiles à sa vérifiabilité et en les liant à la section « Notes et références ».
L'ammonification est une étape importante du cycle de l'azote, cycle naturel qui permet à la planète de disposer de cet élément essentiel. Elle est réalisée par divers microorganismes présents dans le sol et dans l’eau, qui décomposent les protéines et les acides aminés dans les matières végétales et animales mortes, ainsi que dans les matières fécales et forment de l'ammoniac, NH3, qui est généralement retenu dans le sol ou dans l’eau sous la forme d’ions ammonium, NH4+. Les protéines sont d'abord divisées en acides aminés, qui sont des composés contenant un groupe amine, -NH2, par des bactéries utilisant des enzymes spécifiques. Les acides aminés, ainsi que d'autres composés avec des groupes amine, tels que les acides nucléiques et l'urée, sont ensuite décomposés par des microorganismes connus sous le nom de bactéries ammonifiantes, libérant de l'ammoniac. Celui-ci se dissout dans l'eau et forme généralement des ions ammonium, en se combinant avec des ions hydrogène, H+, qui sont abondants dans la plupart des sols. Cet ammonium est oxydé en nitrites et nitrates par des bactéries nitrifiantes, de la même manière que l'azote « fixé » de l'atmosphère.

## Ammonification chez les animaux
Le catabolisme des acides aminés ainsi que des acides nucléiques est un processus éliminant des groupes amine sous forme d'ammoniac, qui est toxique. Celui-ci est donc éliminé par les animaux, sous forme directe pour les poissons, par conversion en urée chez les mammifères et par conversion en acide urique par les reptiles et les oiseaux.

## Prise en charge de l'ammoniac par les microorganismes

### Minéralisation
Les bactéries impliquées dans ces mécanismes sécrètent des enzymes extracellulaires, des protéases, lysozymes ou encore nucléases. Ces réactions impliquent donc le relargage d'ammoniac dans l'environnement. 
- Dégradation de l'urée sécrétée dans l'environnement par l'enzyme uréase :

H2N-CO-NH2 + H2O → 2NH3 + CO2

### Assimilation
L'assimilation de l'ammoniac est importante pour de nombreux mécanismes de biosynthèse tels que la formation des acides aminées, des bases azotées ou encore certains composants de la paroi bactérienne. Cette assimilation se produit selon deux voies métaboliques :
- dans le cas d'une concentration en NH4+ élevée : voie L-glutamate déshydrogénase (+ transamination), par la réaction suivante :

α-oxoglutarate + NH3 + NADPH + H+ → Glu + H2O
La transamination consiste à transférer le groupe amine du glutamate, afin de reformer de l'α-oxoglutarate, par des transaminases pouvant reconnaître jusqu'à dix substrats différents parmi les acides aminés ;
- dans le cas d'une concentration en NH4+ faible : voie L-glutamine synthétase + glutamine oxoglutarate aminotransférase (GOGAT) par les réactions suivantes :

glutamine synthétase : Glu + NH3 + ATP → Gln + ADP + Pi
GOGAT : Gln + α-oxoglutarate + NADPH + H+ → NADP+ + 2 Glu

### Assimilation ou Minéralisation
Le carbone et l'azote sont deux éléments importants pour fabriquer de la biomasse dans l'environnement. Le ratio carbone/azote favorise l'assimilation de l'ammoniac ou bien sa minéralisation :
- dans le cas d'un ratio supérieur à 20, l'azote est limitant, donc l'assimilation est préférée ;
- inversement, pour un ratio inférieur à 20, l'azote est abondant, donc la minéralisation est prioritaire.

## Devenir de l'ammoniac
Ainsi, une fois relargué dans l'environnement, l'ammoniac peut :
- être incorporé à la biomasse végétale ou microbienne ;
- être associé avec l'humus ou les colloïdes ;
- s'évaporer dans l'atmosphère ;
- servir de substrat pour la nitrification.